# Eva Joly

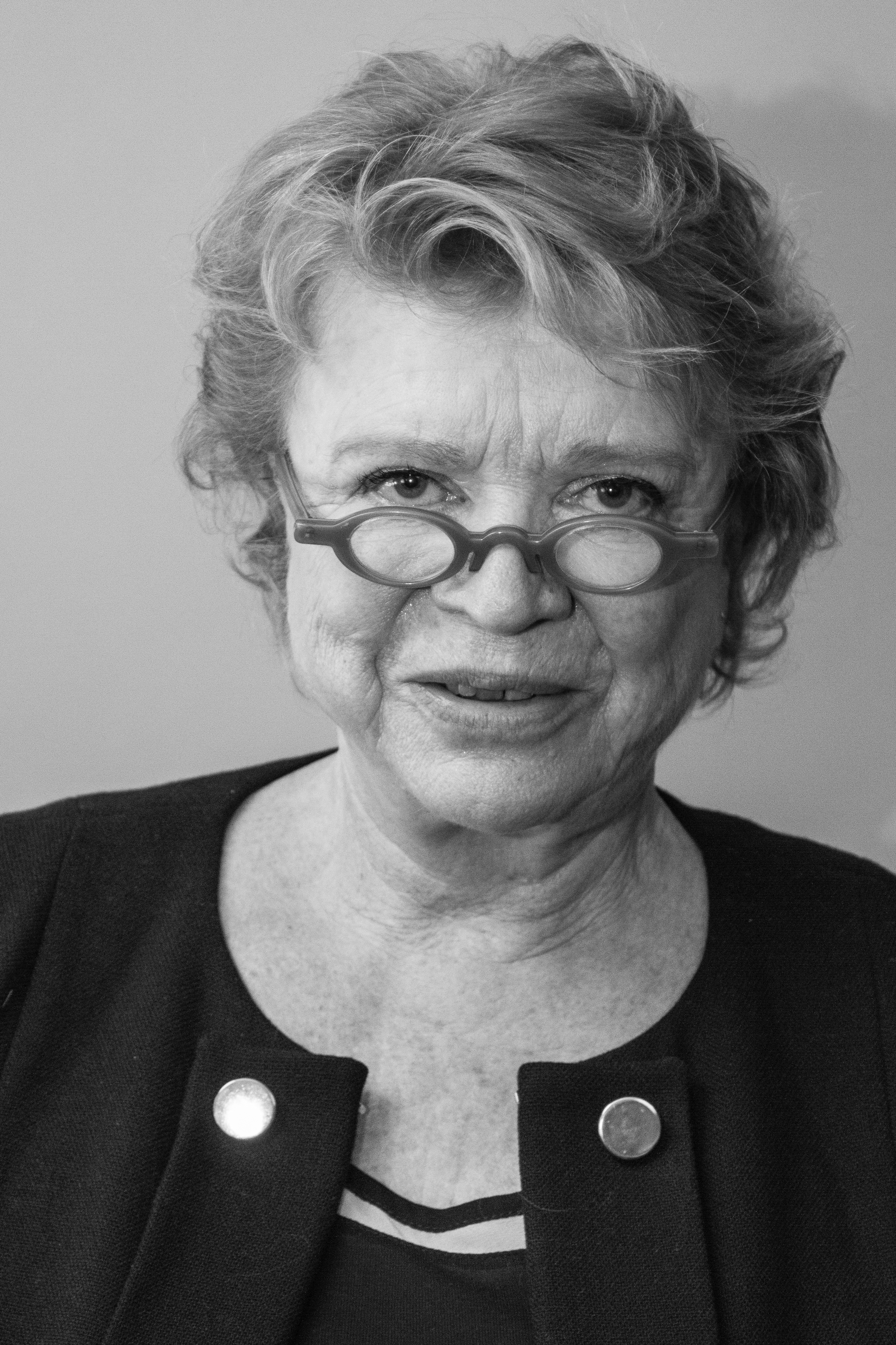
Eva Joly, 2013.

Gro Eva Joly, född Farseth 5 december 1943, är en norsk-fransk jurist och politiker. Hon var länge verksam i Frankrike och blev omtalad och respekterad som korruptionsbekämpare i Paris. 

## Karriär
Eva Joly har arbetat som åklagare i Orléans och Évry. Hon har varit biträdande chef för en avdelning under det franska finansdepartementet samt vid ekobrottsavsnittet i tingsrätten i Paris, en tjänst som hon sedan 2006 är tjänstledig från. Joly rekryterades till Norges justitiedepartement år 2002 då hon tackade ja till att tjänstgöra hos Norges dåvarande justitieminister Odd Einar Dørum. Uppdraget var att leda ett antikorruptionsprojekt i Norge. Detta avslutades den 1 september 2005. Därefter övergick hon till att arbeta i det statliga biståndsorganet Norad. Där var hennes uppgift att arbeta mot korruption i länder till vilka Norge ger utvecklingshjälp.
I april 2009 hyrde Islands statsåklagare in Eva Joly. Uppgiften hon fick var att utreda om brott begåtts under den period som föregick kollapsen av de isländska bankerna.
Som framgångsrik norska i utlandet var Eva Joly hyllad och beundrad i Norge. Väl hemkommen har hon vid flera tillfällen hamnat i blåsväder. Hon åthutades i juli 2004 av justitieminister Dørum efter att hon kommenterat pågående rättsfall. 2005 kritiserades Joly efter att sommaren innan ha gett över 2000 kronor i dricks vid en representationsmiddag. Detta motsvarade 16 procent av notan och är något som för en del är högre än brukligt.

### Politisk karriär
År 2009 valdes Joly in i Europaparlamentet och blev återvald 2014. 2012 var hon det franska partiet Europe Écologie Les Verts kandidat till franska presidentvalet.

## Affären Elf
Eva Joly är ojämförligt mest känd för sitt arbete i affären Elf. Affären Elf var 1990-talets mest omfattande korruptionsskandal i Frankrike. Elf Aquitaine hade varit föremål för polisens utredning sedan 1994 och Joly var undersökningsdomare hos åklagarmyndigheten i Paris. För henne arbetade en stab på 90 personer med ärendet som i korthet gick ut på att oljebolaget Elf-Aquitaine misstänktes ha använt 25 miljarder franc till att muta politiska ledare i Frankrike och i utlandet med. Närmare 100 personer åtalades totalt och bland dem Frankrikes förre utrikesminister Roland Dumas. Han fälldes för medhjälp till förskingring. Roland Dumas dömdes först till sex månaders fängelse, men domen upphävdes senare. På grund av sin ledande position i åtalet levde Eva Joly farligt och eskorterades ständigt av livvakter.

## Författarskap
Eva Jolys bok Des héros ordinaires har 2010 kommit ut på svenskt förlag med titeln Vardagshjältar (SNS Förlag). I boken ges exempel på vardagshjältar som trots utsatthet avslöjar korruption och ekonomisk brottslighet. Hon har författat ytterligare sju böcker, varav några med en medförfattare.

## Utmärkelser
År 2002 blev hon utnämnd till Årets Europé av Reader's Digest. Två år senare, år 2004, promoverades hon till hedersdoktor vid Universitetet i Bergen. 2012 tilldelades hon Sofie-priset för sin "kamp mot en grådighetskultur som forårsaker problemer for mennesker og miljø".

## Privatlivet
Eva Joly växte i Oslostadsdelen Grünerløkka. Arton år fyllda flyttade hon till Paris för att arbeta som au pair. Där gifte hon sig med Pascal Joly. Maken är död sedan 2001.